# Emil Herzog
Emil Herzog (Simmerberg, 6 oktober 2004), is een Duits wielrenner die in 2024 rijdt voor BORA-hansgrohe. Zijn jongere broer Karl is ook wielrenner.

## Carrière

### 2021
Voor het seizoen van 2021 reed Herzog bij Team Auto Eder, de opleidingsploeg van BORA-hansgrohe. Namens deze ploeg werd hij nationaal kampioen tijdrijden bij de junioren. Tevens won hij ook drie jongerenklassementen en met zijn ploeg de ploegentijdrit in de wedstrijd Aubel-Thimister-Stavelot. Dit was samen met Cian Uijtdebroeks, Marco Schrettl, Alexander Hajek en Daniel Schrag.

### 2022
In het seizoen van 2022 won hij in totaal acht wedstrijden, daarnaast won hij ook maar liefst vier eindklassementen. Zo won hij in Italië de Ronde van de Primavera, was hij de eerste over de finish in de Grote Prijs West Bohemen en zegevierde hij in de wegwedstrijd van het Duits nationaal kampioenschap bij de junioren. Later in het jaar nam hij voor de tweede keer deel aan het wereldkampioenschap wielrennen, bij de junioren. In de tijdrit eindigde hij als derde achter Joshua Tarling en Hamish McKenzie. In de wegwedstrijd kwam hij als eerste over de streep, nadat hij de Portugees António Morgado in een sprint à deux achter zich wist te houden.

### 2023
Voor het seizoen van 2023 maakte Herzog de overstap naar de Amerikaanse continentale ploeg Hagens Berman Axeon, met als ploegleider Axel Merckx. Namens deze ploeg boekte hij geen overwinningen, echter nam hij wel voor het eerst deel aan professionele wedstrijden zoals de Ronde van Rhodos en Volta Limburg Classic.

## Overwinningen

### Junioren
2021
 Nationaal kampioen, junioren (tijdrit)
Jongerenklassement Ronde van Opper-Oostenrijk, junioren
2e etappe Aubel-Thimister-Stavelot (ploegentijdrit
Jongerenklassement Aubel-Thimister-Stavelot
Jongerenklassement Vredeskoers, junioren
2022
Ronde van de Primavera
1e etappe Internationale Cottbuser Junioren-Etappenfahrt
Eindklassement Internationale Cottbuser Junioren-Etappenfahrt
Grote Prijs West Bohemen
Eindklassement Vredeskoers, junioren
2e etappe Tour du Pays de Vaud (tijdrit)
 Nationaal kampioen, junioren
 Tijdrit op het Europees kampioenschap, junioren
3e etappe Ain Bugey Valromey Tour
Eindklassement Ain Bugey Valromey Tour
1e etappe Grand Prix Rüebliland
Eindklassement Grand Prix Rüebliland
 Tijdrit op het Wereldkampioenschap, junioren
 Wegwedstrijd op het Wereldkampioenschap, junioren

## Resultaten in voornaamste wedstrijden
|      | \| Jaar \| Ronde van Vlaanderen \| Parijs-Roubaix \| \| ---- \| -------------------- \| -------------- \| \| 2024 \| 76e \| buit.tijd \| |                |
| Jaar | Ronde van Vlaanderen | Parijs-Roubaix |
| 2024 | 76e | buit.tijd      |

## Ploegen
- 2021 –  Team Auto Eder
- 2022 –  Team Auto Eder
- 2023 –  Hagens Berman Axeon
- 2024 –  BORA-hansgrohe
- 2025 –  Red Bull-BORA-hansgrohe

Adrià · Aleotti · Benedetti (tot 18/8) · Buchmann · Denz · Gamper · Hajek · Haller · Herzog · Higuita · Hindley · Jungels · Kämna · Koch · Lipowitz · Lührs · Maciejuk · Martínez · Meeus · Mullen · Palzer · Roglič · Schachmann · Sobrero · van Poppel · Vlasov · Wandahl · Welsford · Zwiehoff